# MTV Movie Awards 1992
De MTV Movie Awards vonden op 10 juni 1992 plaats en werd gepresenteerd door Dennis Miller.

## Best Movie (Beste film)
Winnaar:
Terminator 2: Judgment Day
Genomineerd:
Backdraft
Boyz n the Hood
JFK
Robin Hood: Prince of Thieves

## Best Male Performance (Beste acteerprestatie door een man)
Winnaar:
Arnold Schwarzenegger, Terminator 2: Judgment Day
Genomineerd:
Kevin Costner, Robin Hood: Prince of Thieves
Robert De Niro, Cape Fear
Val Kilmer, The Doors

## Best Female Performance (Beste acteerprestatie door een vrouw)
Winnaar:
Linda Hamilton, Terminator 2: Judgment Day
Genomineerd:
Geena Davis, Thelma & Louise
Rebecca De Mornay, The Hand That Rocks the Cradle
Mary Elizabeth Mastrantonio, Robin Hood: Prince of Thieves
Julia Roberts, Dying Young

## Most Desirable Male (Meest begeerde man)
Winnaar:
Keanu Reeves, Point Break
Genomineerd:
Kevin Costner, Robin Hood: Prince of Thieves
Christian Slater, Kuffs
Patrick Swayze, Point Break
Jean-Claude Van Damme, Double Impact

## Most Desirable Female (Meest begeerde vrouw)
Winnaar:
Linda Hamilton, Terminator 2: Judgment Day
Genomineerd:
Christina Applegate, Don't Tell Mom the Babysitter's Dead
Kim Basinger, Final Analysis
Tia Carrere, Wayne's World
Julia Roberts, Dying Young

## Best Breakthrough Performance (Beste doorbraak acteerprestatie)
Winnaar:
Edward Furlong, Terminator 2: Judgment Day
Genomineerd:
Anna Chlumsky, My Girl
Campbell Scott, Dying Young
Ice-T, New Jack City
Kimberly Williams, Father of the Bride

## Best On-screen Duo (Beste duo op het scherm)
Winnaar:
Dana Carvey and Mike Myers, Wayne's World
Genomineerd:
Damon Wayans and Bruce Willis, The Last Boy Scout
Anna Chlumsky and Macaulay Culkin, My Girl
Kevin Costner and Morgan Freeman, Robin Hood: Prince of Thieves
Geena Davis and Susan Sarandon, Thelma & Louise

## Best Villain (Beste schurk)
Winnaar:
Rebecca De Mornay, The Hand That Rocks the Cradle
Genomineerd:
Robert De Niro, Cape Fear
Robert Patrick, Terminator 2: Judgment Day
Alan Rickman, Robin Hood: Prince of Thieves
Wesley Snipes, New Jack City

## Best Comedic Performance (Beste komische optreden)
Winnaar:
Billy Crystal, City Slickers
Genomineerd:
Dana Carvey, Wayne's World
Steve Martin, Father of the Bride
Bill Murray, What About Bob?
Mike Myers, Wayne's World

## Best Song From a Movie (Beste liedje uit een film)
Winnaar:
"Everything I Do" - Bryan Adams, Robin Hood: Prince of Thieves
Genomineerd:
"Addams Groove" - MC Hammer, The Addams Family
"I Wanna Sex You Up" - Color Me Badd, New Jack City
"Tears In Heaven" - Eric Clapton, Rush
"You Could Be Mine" - Guns N' Roses, Terminator 2: Judgment Day

## Best Kiss (Beste zoen)
Winnaar:
Anna Chlumsky en Macaulay Culkin, My Girl
Genomineerd:
Anjelica Huston en Raúl Juliá, The Addams Family
Annette Bening en Warren Beatty, Bugsy
Juliette Lewis en Robert De Niro, Cape Fear
Priscilla Presley en Leslie Nielsen, The Naked Gun 2½: The Smell of Fear

## Best Action Sequence (Beste actiescène)
Winnaar:
Terminator 2: Judgment Day
Genomineerd:
Backdraft
The Hard Way
The Last Boy Scout
Point Break

## Best New Filmmaker Award (Beste nieuwe filmmaker)
- John Singleton, regisseur van Boyz n the Hood

## Lifetime Achievement Award (Oeuvre prijs)
- Jason Voorhees, Friday the 13th serie

1992 · 1993 · 1994 · 1995 · 1996 · 1997 · 1998 · 1999 · 2000 · 2001 · 2002 · 2003 · 2004 · 2005 · 2006 · 2007 · 2008 · 2009 · 2010 · 2011